# ریمر (مینه‌سوتا)
ریمر، مینه‌سوتا (به انگلیسی: Remer, Minnesota) یک شهر در ایالات متحده آمریکا است که در شهرستان کاس (ابهام‌زادیی) واقع شده‌است.

## خصوصیات
ریمر ۳٫۵۷ کیلومترمربع مساحت و ۳۷۰ نفر جمعیت دارد و ۴۰۹ متر بالاتر از سطح دریا واقع شده‌است.